# 임찬울
임찬울(1994년 7월 14일 ~ )는 대한민국의 축구 선수로, 포지션은 윙어이다. 현재 K리그2 전남 드래곤즈에서 활약하고 있다.

## 선수 생활
임찬울은 2013년 한양대학교 축구부에 입단하였다. U리그 2015 시즌 12경기 13골을 기록하며, 5권역 득점왕에 올랐다. U리그 2016 시즌에는 10경기 14골을 기록하였다. 2년 연속 U리그 권역 득점왕을 차지하며, 공격수로서의 탁월한 재능을 뽐냈다. 특히 2016년 9월 30일 U리그 2권역 마지막 라운드 호서대학교 축구부와의 대결에서 5골을 기록하며, 팀의 10-0 완승을 거두는데 있어 그야말로 대체불가능한 실력을 보여주었다.
2016년 12월 28일 임찬울은 K리그 클래식 강원 FC에 신인 자유계약으로 입단하였다. K리그 클래식 2017 시즌 2라운드 FC 서울과의 경기에서 선발 투입되며, 프로 데뷔전을 가졌다. 9라운드 광주 FC와의 원정 경기에서 프로 데뷔골을 기록하였다. 프로 첫 해임에도 불구하고, 18경기에 출전 2골 2도움을 기록하며, 촉망받는 유망주임을 여실히 증명하였다.
2019년 1월 9일 제주 유나이티드의 미드필더 김현욱과 맞트레이드가 성사되어 팀을 옮기게 되었다.
2020시즌 여름 이적시장에서 김경재와 트레이드 되면서 전남 드래곤즈로 이적했다.